# Памятник детям войны (Ульяновск)
Памятник «Детям войны посвящается» — памятник в Ульяновске детям, ставшим жертвой в Великой Отечественной войне; у кого война отняла детство.

## История
Памятник установлен на территории площади 30-летия Победы. Автором стала Мария Галас — скульптор из города Жуковского Московский области. Выполнен монумент в виде скульптурной композиции, на которой изображены девочка с узлом в руках и мальчик с хворостом на санках. Скульптуры отлиты из бронзы.
Бронзовая композиция стала дополнением к скульптурному ансамблю на площади 30-летия Победы под названием «Аллея пионеров-героев». Памятник был установлен благодаря Совету ветеранов Ульяновской области и поддержке губернатора. На торжественном открытии монумента 28 апреля 2015 года присутствовало большое количество жителей Ульяновска и гостей города, а также губернатор Ульяновской области Сергей Морозов и Уполномоченный при Президенте Российской Федерации по правам ребёнка Павел Астахов.

## Описание
В первоначальном варианте памятника девочка держала в руках щипцы, а мальчик — ведро. Но эта тема была бы понятна только тем, кто пережил блокаду Ленинграда: щипцами жители подбирали зажигательные бомбы и тушили их в воде. После обсуждения проекта скульптор заменила щипцы кошкой (которые практически были истреблены в Ленинграде во время голода), и в таком виде проект был утвержден. Однако появилось новое сомнение — не поймут ли люди это так, что дети решили утопить кошку в ведре? Тогда Мария Галас в очередной раз изменила памятник и представила его на интернет-обсуждение общественности. В результате монумент приобрёл настоящий вид — девочка с узелком в руках и рядом мальчик с санками, на которых везут домой дрова. На постаменте из тёмного гранита надпись: «Детям войны посвящается».